# Église de l'Ordination-de-Saint-Martin de Bujaleuf
L'église de l'Ordination-de-Saint-Martin est une église catholique située à Bujaleuf, en France.

## Localisation
L'église est située dans le département français de la Haute-Vienne, sur la commune de Bujaleuf.

## Historique
L'église est inscrite au titre des monuments historiques le 6 février 1926.